# Боровский сельсовет
Боровский сельсовет (бел. Бароўскі сельсавет) — административная единица на территории Лепельского района Витебской области Республики Беларусь. Административный центр — деревня Боровка.

## Состав
Боровский сельсовет включает 1 населённый пункт:
- Боровка — деревня.